# Juan García Lorenzana

Juan García Lorenzana "Juanín" (León, 28. kolovoza 1977.) je španjolski rukometaš. Igra na poziciji lijevog krila. Španjolski je reprezentativac.  Trenutačno igra za španjolski klub Barcelonu. Još je igrao za Ademar Leon.
Osvajač je brončane medalje na OI u Pekingu 2008., srebra na EP 2006. i zlata na SP u Tunisu 2005. Osvojio je brojne europske klupske naslove.